# Janet Lee (jazzzangeres)
Janet Lee (1977), bijnaam de Shanghai Jazz Queen, is een Maleisische jazz-zangeres en songwriter. Ze is in haar land populair dankzij haar jazzy vertolking van oude liedjes uit Shanghai, uit de jaren twintig.

## Carrière
Lee begon als kind in een koor, dat onder meer liedjes uit het Great American Songbook-repertoire zong. Ze zong jarenlang in clubs, maar was bijvoorbeeld ook actief in het theater, in muziekproducties als Butterfly Lovers (2007, met Dama Orchestra) en Broadway Parodies Lagi Lah! (2008). Ze ging zich rond 2008 richten op oude Shanghai-liedjes van weleer en had daar veel succes mee. In 2015 kwam ze met haar debuutalbum, Restless Heart, opgenomen met een ensemble onder leiding van Tay Cher Siang, een orkestleider met wie ze sinds 2007 samenwerkt]. Op de plaat stonden Shanghai-liedjes, maar ook nieuw werk. Voor vijf van de tien liedjes schreef ze de tekst.
In 2017 verscheen haar tweede plaat, Cinnabar Rouge, opnieuw met Tay Cher Siang, die hiervoor twee nummers schreef. Ook op dit album zong ze Shanghai-nummers. Lee zingt ook ander repertoire, zoals Broadway-nummers en American Songbook-liedjes.